# وكالة الفضاء الكندية
وكالة الفضاء الكندية (بالإنجليزية:  Canadian Space Agency)‏ وتُعرف اختصارا ب CSA هي الوكالة الفدرالية المسؤولة عن برنامج الفضاء الكندي. تأسست في 1 مارس 1989 بموجب قانون وكالة الفضاء الكندية، الذي صدر في ديسمبر عام 1990. الرئيس التنفيذي هو ستيف ماكلين تحت إشراف وزير السياحة كريستيان باراديس.
يوجد المقر الرئيسي للوكالة في المركز الفضائي جون تشابمان، في لونغوي، كيبيك. كما أن لديها مرافق في أوتاوا في مختبر ديفيد فلوريدا (والذي هو أساسا مركز تقني) ومكاتب الاتصال في الولايات المتحدة في كل من واشنطن، كيب كانافيرال، هيوستن وأيضا في باريس ب فرنسا.

## وصف
وكالة الفضاء الكندية لديها نفس مكانة وزير اتحادي وهي تحت إشراف وزارة الصناعة. منذ 2 سبتمبر 2008 رئيسها الحالي هو ستيف ماكلين الذي خلف غي بوجود الذي كان يعمل بعد رحيل مارك غارنو سنة 2006.
هذه الوكالة هي متواضعة نسبيا في الحجم (بالمقارنة مع غيرها من قائمة وكالات الفضاء الغربية)، حيث تشغل فقط 670 موظف (2012). ما يقرب 90٪ من الموظفين يشتغلون في المركز الفضائي جون تشابمان.

## سياسة الوكالة
خلافا لغيرها من وكالات الفضاء الكبرى مثل وكالة ناسا ووكالة الفضاء الأوروبية (ESA)، ووكالة روسيا الفدرالية الفضائية(FKA)، وكالة الفضاء الكندية لا تهدف إلى تطوير برنامج فضاء أكثر استقلالية للوصول إلى الفضاء.انها تفضل الاشتراك مع الآخرين، وخاصة مع وكالة ناسا ووكالة الفضاء الأوروبية، وبالتالي تتعاون بأقل كلفة في المشاريع الفضائية الكبرى، مثل محطة الفضاء الدولية (ISS) أو مقراب جيمس ويب الفضائي (خلفا لتلسكوب هابل الفضائي).
وكالة الفضاء الكندية تستغل مواردها وتوجه أنشطتها لتنفيذ أربعة برامج رئيسية:
- مراقبة الأرض
- علوم الفضاء وا الاستكشاف
- الاتصالات بواسطة الأقمار الاصطناعية
- التوعية الفضائية والتعليم.

## الرؤساء

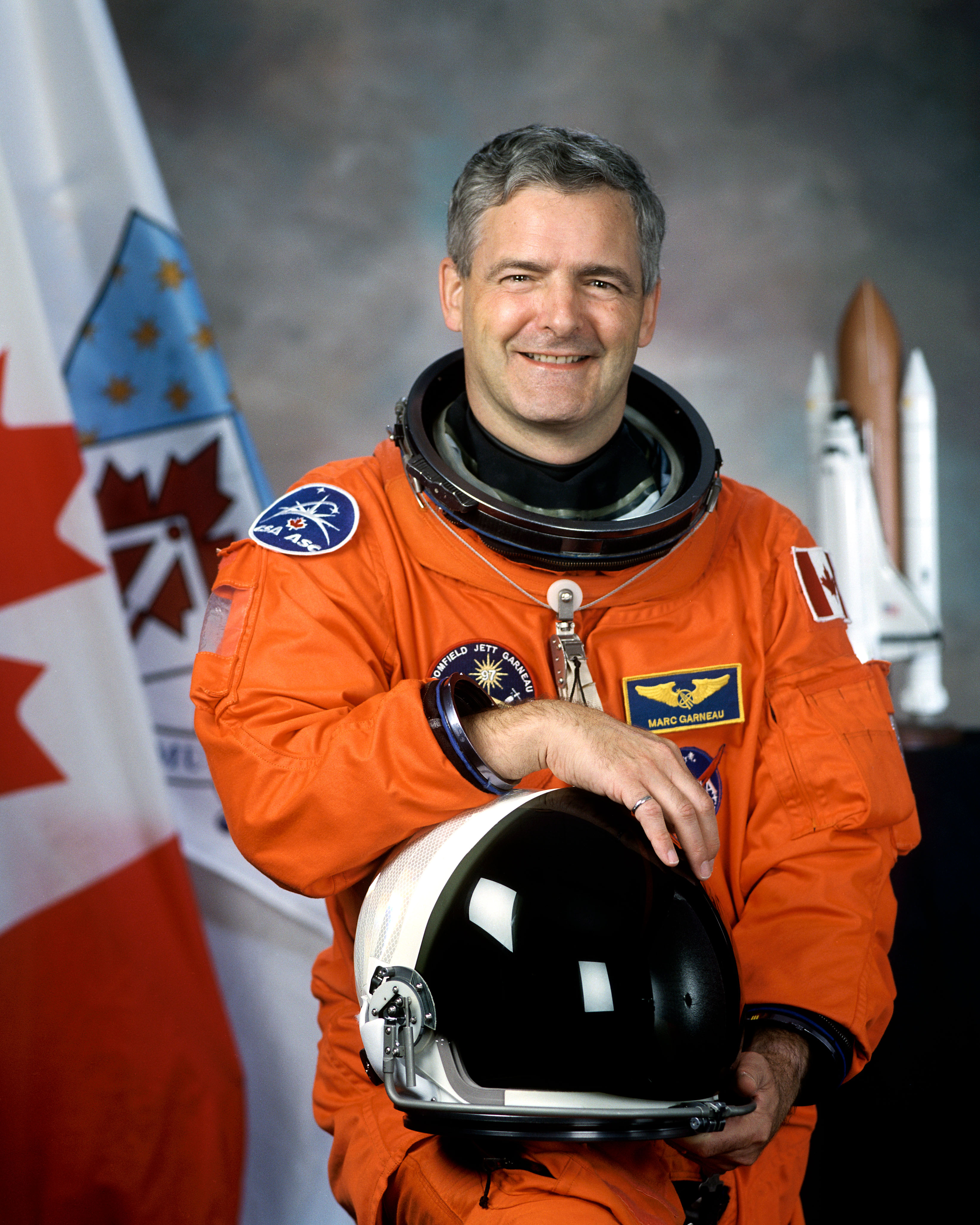
مارك غارنو أول رائد فضاء كندي ومدير الوكالة من 2001 حتى 2007

| الاسم                   | المدة     |
| ----------------------- | --------- |
| ليركين كيروين           | 1989-1992 |
| رونالد دوري             | 1992-1994 |
| ويليام ماكدونالد إيفينز | 1994-2001 |
| مارك غارنو              | 2001-2007 |
| غاي بوجود               | 2007-2008 |
| ستيف ماكلين             | 2008-     |

## الأقمار الاصطناعية
لرصد الأرض، تستخدم وكالة الفضاء الكندية عدة أقمار اصطناعية:
- رادارسات 1: أطلق في نوفمبر عام 1995 والذي ما زال نشط. هو أول قمر اصطناعي كندي تجاري لمراقبة الأرض. مجهز ب رادار ذي الفتحة الاصطناعية قوي، يمكن من الحصول على صور للأرض بالنهار كما بالليل، بغض النظر عن الأحوال الجوية، من غطاء السحب إلى الدخان والضباب.
- رادارسات 2: أطلق في 4 ديسمبر 2007، هو نسخة محسنة من رادارسات 1.

وبالإضافة إلى ذلك، للبحث:
SCISAT: أطلق في 12 أغسطس 2003، تم تصميم هذا القمر الصناعي لمساعدة الباحثين الكنديين والدوليين لدراسة مشكلة طبقة الأوزون، وخاصة الجزء الذي يوجد فوق كندا والقطب الشمالي.

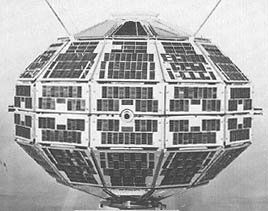
ألويت 1،أول قمر اصطناعي كندي

| القمر الصناعي | تاريخ الاطلاق        | حالته              | وظيفته                                   |
| ------------- | -------------------- | ------------------ | ---------------------------------------- |
| ألويت 1       | 29 سبتمبر 1992       | انتهى عمله في 1972 | استكشاف أيونوسفير                        |
| ألويت 1       | 29 نوفمبر 1965       | انتهى عمله في 1975 | استكشاف أيونوسفير                        |
| ISIS I        | 30 يناير 1969        | انتهى عمله في 1990 | استكشاف أيونوسفير                        |
| ISIS II       | 1 أبريل 1970         | انتهى عمله في 1990 | استكشاف أيونوسفير                        |
| Hermes        | 17 يناير 1976        | انتهى عمله في 1979 | قمر اصطناعي للإتصالات تجريبي             |
| رادارسات 1    | 4 نوفمبر 1995        | شغال               | قمر اصطناعي للاستشعار عن بعد             |
| MOST          | 30 يونيو 2003        | شغال               | تلسكوب فضائي                             |
| SCISAT-1      | 12 أغسطس 2003        | شغال               | مراقبة غلاف الأرض الجوي                  |
| رادارسات 2    | 14 ديسمبر 2007       | شغال               | قمر اصطناعي للاستشعار عن بعد             |
| CASSIOPE      | متوقع أطلاقه في 2012 | قيد التحضير        | رصد الأحوال الجوية للفضاء                |
| NEOSSat       | متوقع أطلاقه في 2012 | قيد التحضير        | رصد واستشعار الكويكبات والأقمار الصناعية |

## التعاون مع وكالات فضاء أخرى

### مع محطة الفضاء الدولية

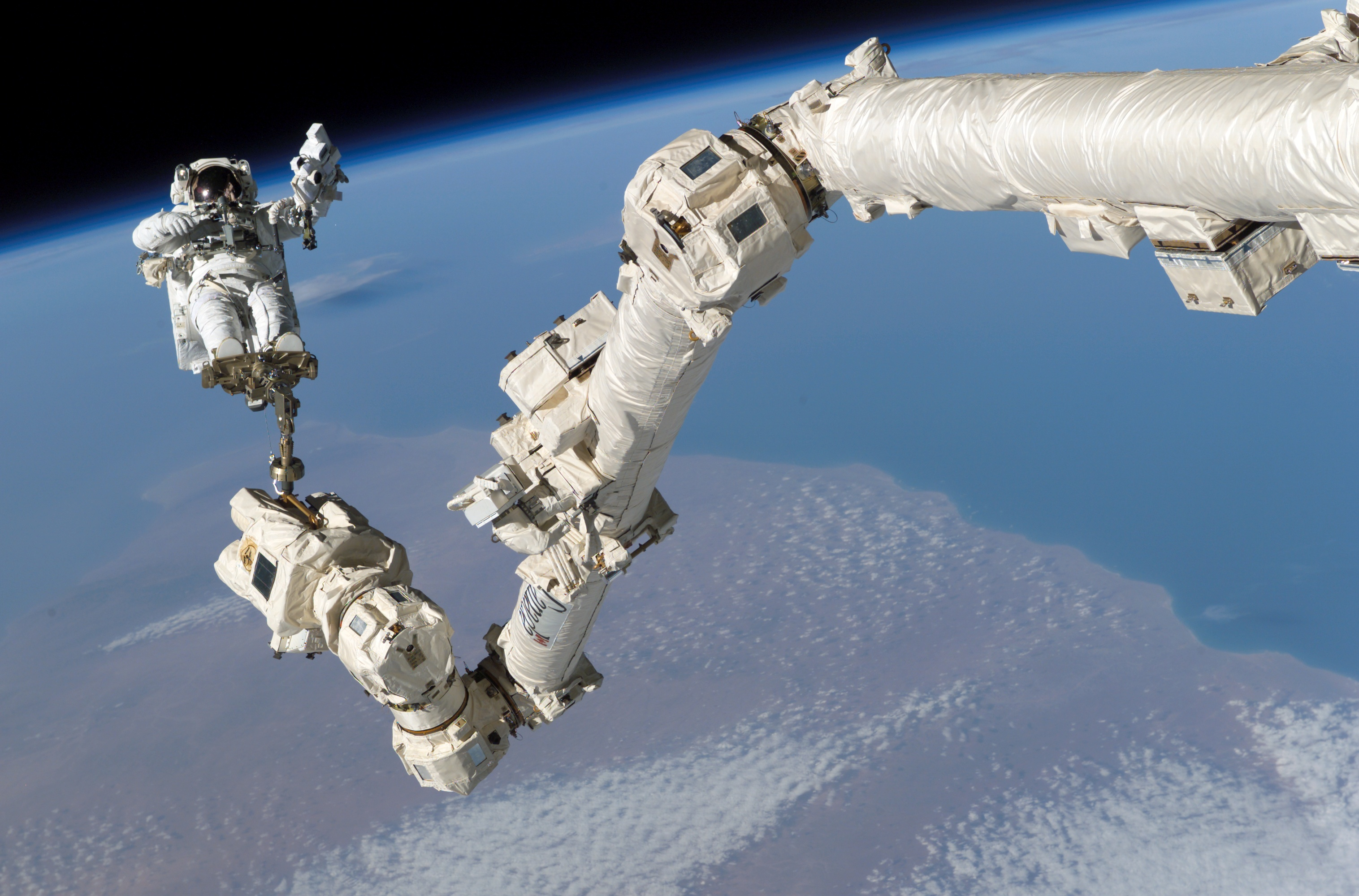
كندارم 2 مساهمة كندا في محطة الفضاء الدولية

- كندارم 2: أطلق خلال الرحلة 100 STS في 19 نيسان 2001 وأُكمل بالرحلة 111 STS في يونيو 2002.
- المناور الحاذق للأغراض الخاصة : يستخدم على كندارم 2 وأطلق أثناء البعثة STS-123 التي أقلعت 11 مارس 2008

### مع ناسا
كندا والولايات المتحدة تتعاونان في مجالات عديدة من البحث. معا، أنجزوا العديد من المشاريع:
- CloudSat: أطلق في 28 أبريل 2006، هو ساتل رصد الأرض لدراسة السحب.
- Terra: في المدار منذ العام 1999، يشمل العديد من الأدوات الفضائية للقياس ومراقبة بيئة الأرض.
- UARS :في المدار من 1991 حتي 2005، هذ القمر الاصطناعي من تصميم أمريكي يحتوي على عدة أدوات القياس، بما في ذلك وحدة WINDII الكندية الخاصة بالرياح في الغلاف الجوي العلوي.
- مختبر علوم المريخ: تساهم كندا في رحلة استكشاف المريخ :مختبر علوم المريخ من طرف ناسا من خلال جهاز التحلبل الكيميائي APXS [3]

### مع وكالة الفضاء الأوروبية
- إنفيسات: قمر اصطناعي أوروبي يكمل عمل السابقين له. شاركت كندا في تصميمه.

### مع السويد، فنلندا، فرنسا
بالإضافة إلى ذلك، تعمل وكالة الفضاء الكندية مع وكالات الفضاء السويدية والفنلندية والمعهد الوطني للدراسات الفضائية الفرنسي على المشروع أودين (الذي سمي على اسم إله الميثولوجيا الإسكندنافية). تم تصميم هذه المهمة لدراسة الغلاف الجوي للأرض والأجسام الفلكية (النجوم والمذنبات وغيرها). وكالة الفضاء الكندية صممت مقياس الطيف OSIRIS، تصوير ضوئي والأشعة تحت الحمراء. هذه المهمة هي التي في عام 2002 أظهرت أن استنزاف طبقة الأوزون في تسارع.